# Pterotricha auris
Pterotricha auris är en spindelart som först beskrevs av Tucker 1923.  Pterotricha auris ingår i släktet Pterotricha och familjen plattbuksspindlar. Inga underarter finns listade i Catalogue of Life.